# Hölloch
Hölloch – jaskinia krasowa, druga pod względem długości w Europie (po ukraińskiej Jaskini Optymistycznej) i jedna z najdłuższych na świecie. Znajduje się w Alpach Glarneńskich w Szwajcarii, w dolinie rzeki Muota. Łączna długość korytarzy jaskini wynosi ok. 200 km. Posiada wielopoziomową sieć korytarzy i wielkie komory, np. Schwarzer Dom (dł. 106 m, szer. 66 m, wys. 75 m).